# Vojenský újezd Libavá
Vojenský újezd Libavá (dříve též vojenský výcvikový prostor Libavá, zkráceně VVP Libavá) je vojenský újezd o rozloze 235,5 km² v Olomouckém kraji, na severovýchodě okresu Olomouc, v oblasti Oderských vrchů. Sídlem újezdního úřadu je Město Libavá. Rozkládá se na Moravě, ale před svým zmenšením k 1. lednu 2016 zasahoval východním okrajem svého tehdejšího území i do Slezska.

## Historie

### Vznik a vysídlení
Vojenské území kolem Města Libavá vzniklo na základě rozhodnutí Gottwaldovy vlády ze dne 17. září 1946 o zřízení vojenského tábora Město Libavá. Na základě usnesení vlády ČSR ze dne 6. června 1950 byl vojenský tábor ke dni 1. červenci 1950 prohlášen vojenským újezdem. Vymezení újezdu se různým způsobem dotklo celkem 47 obcí. Území újezdu bylo rozšířeno dalším usnesením vlády ČSR ze dne 5. února 1952 se zpětnou platností k 1. únoru 1952. Po rozšíření tvořila území újezdu celá katastrální území 24 obcí (16 ze správního okresu Moravský Beroun; 1 ze správního okresu Šternberk; 4 ze správního okresu Hranice; 3 ze správního okresu Olomouc). Roku 1957 došlo k menší změnám vymezení území vojenského újezdu. K 1. lednu 2003 byl vojenský újezd Město Libavá přejmenován na vojenský újezd Libavá.
Ve všech zdejších obcích žili do roku 1945 téměř výhradně Němci, kteří byli v letech 1945–1946 nuceně vysídleni a obce byly osídleny českými přistěhovalci, neboť podle požadavků Ministerstva národní obrany ČSR měl vojenský tábor vzniknout v jiných původně německých obcích - v centrálních Jeseníkách kolem Pradědu a Vrbna pod Pradědem. Pro odpor veřejnosti i místních správních orgánů vláda ČSR dne 17. května 1946 vytvoření vojenského tábora v oblasti kolem Pradědu zamítla. Ministerstvo národní obrany ČSR proto pro vytvoření vojenského tábora urychleně nalezlo náhradní území kolem Města Libavé, což vláda schválila 17. září 1946. Obce, jež byly do té doby již osídleny českými přistěhovalci, byly nuceně vysídleny v průběhu roku 1947, některé však až počátkem 50. let.
V roce 1948 byla ve vojenském výcvikovém táboře Libavá pod vedením Antonína Sochora organizována a cvičena izraelská vojenská brigáda. V Československu vycvičení izraelští vojáci pozemních jednotek sice již nezasáhli do války za nezávislost v roce 1948, ale uplatnili se v konfliktech pozdějších.

### Chátrání

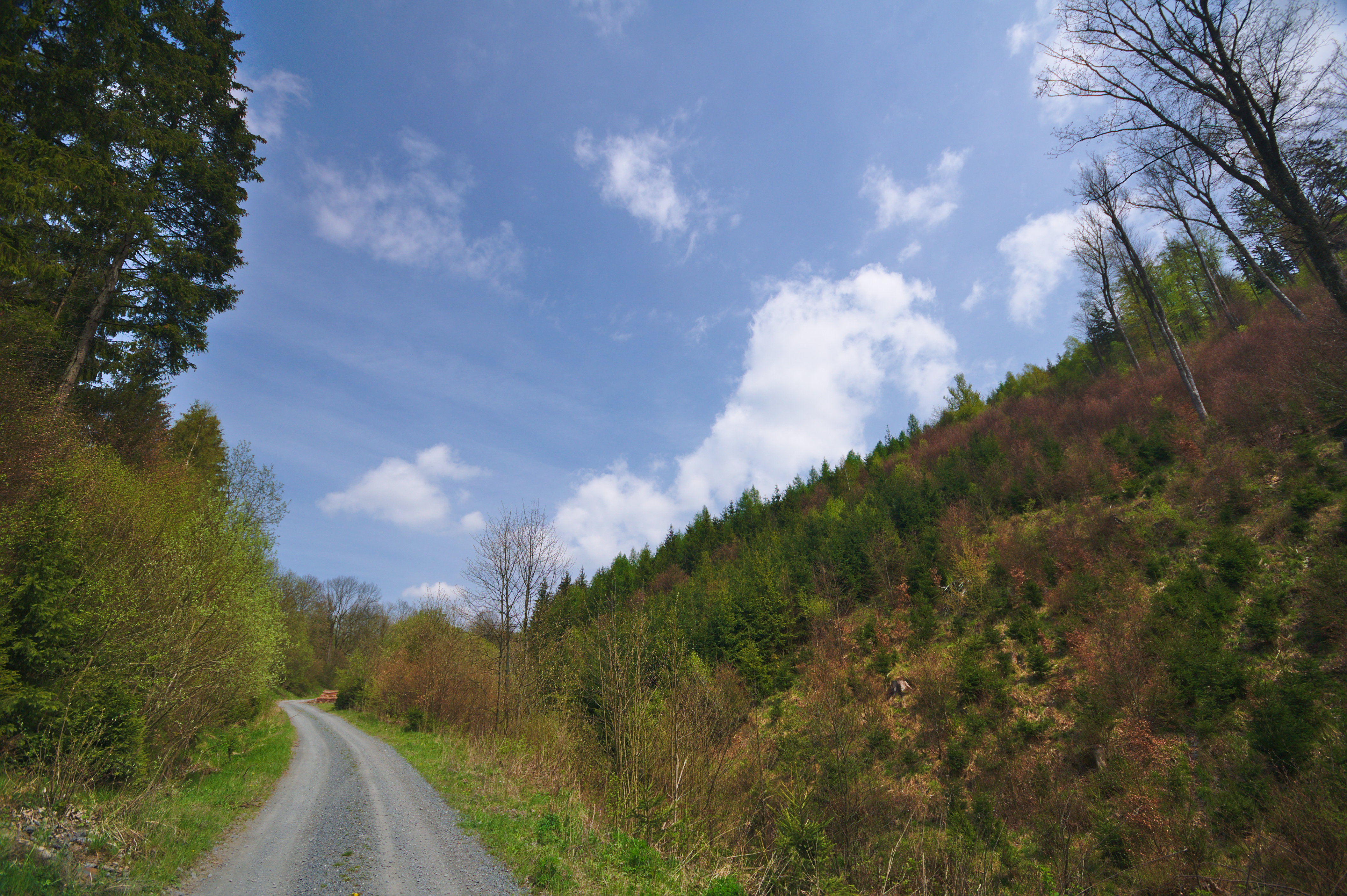
Vojenský újezd

V průběhu následujících let byly opuštěné vesnice postupně zdemolovány včetně historických památek, kterými byla řada kostelů, kaplí i polních křížů, vodních a větrných mlýnů i tradičních selských usedlostí. Výjimkou se stalo pouze Město Libavá a bývalé obce Heroltovice, Luboměř pod Strážnou, Kozlov a Slavkov, kde je dodnes sporé osídlení. Památkový úřad v Brně uplatňoval památkový zájem téměř u všech libavských obcí, především u sakrálních objektů a dále u 24 větrných mlýnů různých typů, které se zde vyskytovaly. Zachoval se však pouze poutní kostel ve Staré Vodě a větrný mlýn ve Městě Libavá. Na území vojenského újezdu je zakázáno soukromé vlastnictví, což se projevuje především chátráním dosud zachovalých budov.

### Pobyt sovětských vojsk
Po okupaci sovětskou armádou v roce 1968 byla část vojenského prostoru Libavá společně s vojenskými prostory Milovice a Ralsko postoupena sovětské Střední skupině vojsk. 

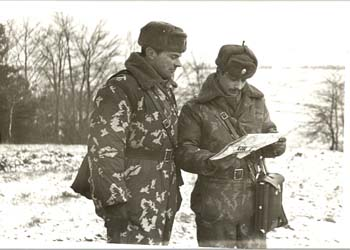
Sovětští důstojníci ve vojenském výcvikovém prostoru Libavá, zima 1985

Vojenský historik Martin Vaňourek na základě průzkumu zdejších staveb i typu vyslaných jednotek tvrdí, že v sovětské zóně vojenského prostoru Libavá byly po dobu 5 let rozmístěny jaderné střely namířené na západní Evropu, v reakci na rozmístění téměř 600 jaderných střel na území států NATO v Evropě. 122. raketová brigáda by podle něj nebyla počátkem roku 1983 vyslána do střední Evropy bez jaderných hlavic a tomu napovídá i technické zabezpečení základen. Sovětská armáda tu měla tři palebná postavení: Točka Sever (Stará Voda), Točka Západ (Přáslavice) a Točka Jih (U Zeleného kříže).
Sovětská jednotka byla vybavena balistickými raketami 9K76 Temp-S (NATO je nazývalo SS-12 Scaleboard) schopnými nést jaderné hlavice. Před místními obyvateli byly skutečné údaje o poslání a výzbroji jednotky tajeny, mimo vojenský prostor však vznikla proti umístění raket řada peticí a protestů, jejichž autoři a signatáři byli pronásledováni.
Odsun sovětských vojsk z Československa proběhl v letech 1988–1991. Jako první sovětská jednotka byla v rámci plnění smlouvy o likvidaci raket středního a krátkého doletu již v období od 25. února do 16. března 1988 stažena 122. raketová brigáda, umístěná v Hranicích a právě v Libavé; rakety byly následně v SSSR zničeny. Poslední sovětští vojáci opustili Československo v červnu 1991. Zůstalo zde po nich množství technických a ekologických škod – jen odstranění škod způsobených sovětskou armádou na lesních porostech ve vojenském újezdu Libavá stálo 127 milionů korun.
Zatímco vojenské prostory Milovice a Ralsko byly po odchodu sovětských vojsk zrušeny, Libavou převzala zpět československá, později česká armáda.

### Stížnosti obyvatel
Vojenský prostor Libavá byl už při svém vzniku ze všech vojenských újezdů nejobydlenější a nikdy z něj neodešli všichni obyvatelé.
Nerespektování práv obyvatel vojenských újezdů (právo na místní samosprávu a právo vlastnit majetek) se před rokem 2007 několik let systematicky věnovala senátorka Jitka Seitlová, zejména v souvislosti s vojenským újezdem Libavá, kde začátkem roku 2007 žilo nejvíce, tedy 1174 obyvatel. Tři závažné podněty týkající se závažného porušování zákonů se potvrdily, jeden z nich se týkal nezákonného zahrabání bojových ochranných látek. Některé podněty se týkaly podezřelých okolností pořádání honů zvěře, neevidovaných a nezpoplatněných. Pro své snahy nenalezla širokou podporu ani u obyvatel vojenských újezdů (podle průzkumu z roku 2002 pořádaného armádou vyjádřilo 64 % obyvatel VÚ Libavá spokojenost se životem v újezdu), ti si však za ní chodili stěžovat neformálně soukromě, s obavou z prozrazení. Vyjádřila však vůli zabývat se problémem i z pozice zástupkyně veřejného ochránce práv, do které byla mezitím jmenována.

### Optimalizace vojenského újezdu od roku 2016
Ministerstvo obrany pod vedením Alexandra Vondry přišlo v dubnu 2011 s plánem optimalizace vojenských újezdů, podle kterého se měl vojenský újezd Libavá do roku 2015 zmenšit asi o 79,15 km², tedy necelou čtvrtinu, zejména o okrajové části, které jsou částečně turisticky zpřístupněné. Kromě úspor armády je cílem také vyčlenit z vojenského újezdu co nejvíce obyvatel. V září 2011 představil ministr obrany plán starostům obcí z okolí vojenského újezdu. Přitom uvedl, že v závislosti na názoru místních obyvatel se odloučená území buď připojí k sousedním obcím, nebo vzniknou nové obce. Na začátku ledna 2012 záměr schválila vláda.
V pátek 10. února a v sobotu 11. února 2012 se ve vybraných osadách konala anketa, obdoba místního referenda, s otázku, zda si obyvatelé přejí připojení k sousední obci, nebo vznik samostatné obce. Bylo určeno 5 anketních okrsků a tomu odpovídajících 5 anketních míst, a to v Městě Libavá, Heroltovicích, Kozlově, Slavkově a Luboměři pod Strážnou. Každý okrsek měl jiný typ anketního lístku. Anketní otázky nabízely větší množství možností, tedy v některém případě až dva způsoby vzniku nové obce a na výběr několik obcí, k nimž by sídelní útvar mohl být připojen. K platnosti rozhodnutí byla třeba účast nejméně 35 % oprávněných osob, přičemž rozhodnutí mělo být považováno za závazné, pokud pro ně hlasovalo nejméně 50 % hlasujících a zároveň nejméně 25 % ze všech oprávněných osob.
Výsledky ankety:
- Město Libavá: účast 49,86 %, souhlas se vznikem obce Město Libavá s částí Heroltovice: 97,78 %, nesouhlas 1,67 %
- Heroltovice: účast 61,90 %, souhlas se vznikem obce Město Libavá s částí Heroltovice: 96,15 %, nesouhlas 1,92 %
- Kozlov: účast 15,26 %, souhlas se vznikem samostatné obce 34,48 %, nesouhlas 48,28 %
- Slavkov: účast 3,33 %, souhlas se vznikem samostatné obce 33,33 %, nesouhlas 33,33 %
- Luboměř pod Strážnou: účast 62,14 %, souhlas se vznikem samostatné obce 84,38 %, nesouhlas 14,06 %

Předpokládalo se, že na území vojenského újezdu vzniknou dvě obce: Město Libavá s částí Heroltovice a obec Luboměř pod Strážnou. Ministerstvo následně jednalo o připojení osad Kozlova a Slavkova k sousedním obcím.
V rámci příprav pro optimalizaci území vojenského újezdu Libavá byla vytvořena nová katastrální území, která by mohla být připojena k sousedním obcím.
V únoru 2015 proběhlo ve Městě Libavá jednání mezi zástupci ministerstva obrany, armády a obyvateli budoucích obcí. Z něj vyplynulo, že 1. září 2015 začnou oficiálně pracovat takzvané přípravné výbory, které mají připravit půdu pro „převod“ obcí do civilní samosprávy.
K optimalizaci území došlo k 1. lednu 2016 na základě zákona č. 15/2015 Sb., o hranicích vojenských újezdů. Z vojenského újezdu Libavá se vyčlenily nové obce Město Libavá, Kozlov a Luboměř pod Strážnou a o okrajové části vojenského újezdu bylo rozšířeno šest stávajících obcí, které s újezdem sousedí.

## Geografie

### Vznik
Vojenský prostor Libavá postupně pohltil na 24 sídel, z nichž 19 zcela zaniklo. Ještě v roce 1930 zde bylo evidováno 2263 staveb, z nichž se dochovaly jen výjimky.

#### Původní obce
Na území vojenského újezdu zanikly tyto obce (v závorce je uváděn německý název):
1. Barnov (Bernhau), též Olověná
2. Bělá (Seibersdorf)
3. Čermná (Gross Dittersdorf)
4. Heřmánky (Hermsdorf)
5. Heroltovice (Herlsdorf)
6. Jestřabí (Habicht)
7. Keprtovice (Geppertsau), též Údolná
8. Milovany (Milbes)
9. Nepřívaz (Epperswagen)
10. Nová Ves nad Odrou (Neueigen)
11. Nové Oldřůvky (Neudorf)
12. Olejovice (Ölstadtl)
13. Rudoltovice (Rudelzau)
14. Smilov (Schmeil)
15. Stará Voda (Altwasser)
16. Varhošť (Haslicht)
17. Velká Střelná (Gross Waltersdorf)
18. Vojnovice (Kriegsdorf)
19. Zigartice (Siegertsau)

#### Původní katastrální území

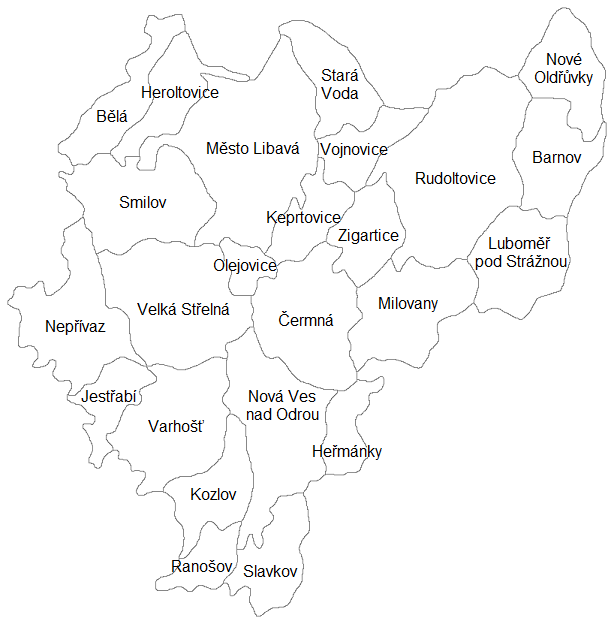
Obce na Libavé k roku 1948

Území vojenského újezdu před optimalizací zahrnovalo v roce 2015 tato původní katastrální území (k. ú.) nebo jejich části:

##### Z někdejšího politického okresu Moravský Beroun
K. ú. začleněná úplně:
- Čermná u Města Libavá (Gross Dittersdorf)
- Heroltovice (Herlsdorf)
- Mastník u Města Libavá, původně Zigartice[27] (Siegertsau)
- Město Libavá (Stadt Liebau)
- Milovany (Milbes)
- Nová Ves u Města Libavá (Neueigen)
- Olejovice (Ölstadt)
- Rudoltovice (Rudelzau)
- Stará Voda u Města Libavá (Altwasser)
- Údolná, původně Keprtovice[27] (Geppertsau)
- Velká Střelná (Gross Waltersdorf)
- Vojnovice (Kriegsdorf)

K. ú. začleněná částečně, avšak s celým intravilánem:
- Luboměř pod Strážnou (Liebenthal, začleněn téměř celý katastr)
- Nové Oldřůvky (Neu-Ulrichsdorf)
- Olověná, původně Barnov (Bärnhau, začleněn téměř celý katastr)
- Smilov u Města Libavá (Schmeil)

K. ú. začleněná částečně, avšak intravilán začleněn nebyl:
- Guntramovice
- Norberčany
- Podlesí
- Staré Oldřůvky
- Trhavice

##### Z někdejšího politického okresu Hranice
K. ú. začleněná úplně:
- Heřmánky u Města Libavá (Hermsdorf)
- Kozlov u Města Libavá (Kozlau)
- Ranošov (Prusinowitz)
- Slavkov u Města Libavá (Schlock)

K. ú. začleněná částečně, avšak intravilán začleněn nebyl:
- Boškov
- Daskabát
- Kovářov
- Loučka
- Podhoří
- Potštát-Dolní Předměstí
- Potštát-Horní Předměstí
- Spálov (začleněna pouze nepatrná část katastru)

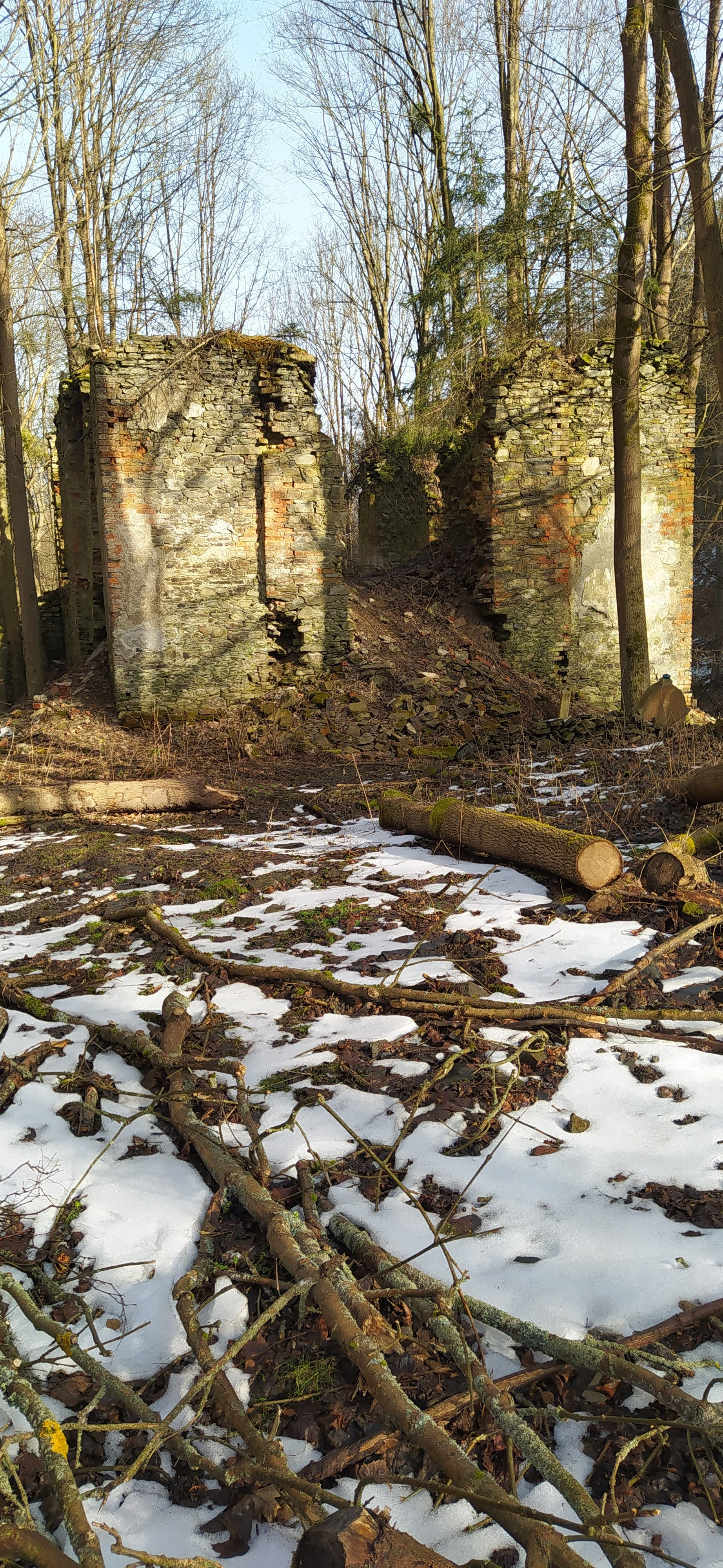
Torzo kostela všech svatých v zaniklé vesnici Barnov

- Staměřice
- Středolesí
- Uhřínov
- Velký Újezd

##### Z někdejšího politického okresu Olomouc-venkov
K. ú. začleněná úplně:
- Jestřabí (Habicht)
- Varhošť (Haslicht)

K. ú. začleněná částečně:
- Nepřívaz (Epperswagen, začleněno s celým intravilánem)
- Hlubočky (intravilán nezačleněn)
- Mrsklesy (intravilán nezačleněn)
- Přáslavice (intravilán nezačleněn)

##### Z někdejšího politického okresu Šternberk
- Bělá u Města Libavá (Seibersdorf, k. ú. začleněno částečně, ale s celým intravilánem)

##### Slezská k. ú. z někdejšího politického okresu Opava-venkov začleněná částečně a bez intravilánu
- Čermná ve Slezsku – připojené území tvoří východní okraj moderního k. ú. Nové Oldřůvky I (jedná se o celou parcelu č. 540 a částí parcel č. 438/1, 482, a 484)
- Klokočov – připojené území se téměř dokonale kryje s moderním k. ú. Hadinka

### Členění

#### Katastrální členění
K 20. prosinci 2002 bylo území vojenského újezdu přerozděleno na následujících pět katastrálních území, jimiž byly:
1. Čermná u Města Libavá
2. Město Libavá
3. Rudoltovice
4. Slavkov u Města Libavá
5. Velká Střelná

V rámci příprav pro optimalizaci území vojenského újezdu Libavá byla v roce 2014 nově vytvořena tato katastrální území:
- Domašov nad Bystřicí I (vyčleněno k 2. červnu 2014[29] z dosavadního k. ú. Město Libavá)
- Dřemovice u Města Libavá (vyčleněno k 2. červnu 2014[29] z dosavadního k. ú. Město Libavá)
- Hadinka (vyčleněno k 2. květnu 2014[29] z dosavadního k. ú. Rudoltovice)
- Hlubočky I (vyčleněno k 2. květnu 2014[29] z dosavadního k. ú. Velká Střelná)
- Hlubočky II (vyčleněno k 2. květnu 2014[29] z dosavadního k. ú. Velká Střelná)
- Hlubočky III (vyčleněno k 2. květnu 2014[29] z dosavadního k. ú. Velká Střelná)
- Hlubočky IV (vyčleněno k 2. květnu 2014[29] z dosavadního k. ú. Velká Střelná)
- Jívová I (vyčleněno k 2. červnu 2014[29] z dosavadního k. ú. Město Libavá)
- Kozlov u Velkého Újezdu (vzniklo k 5. květnu 2014[29] rozdělením dosavadního k. ú. Slavkov u Města Libavá)
- Kozlov u Velkého Újezdu I (vyčleněno k 5. květnu 2014[29] z dosavadního k. ú. Čermná u Města Libavá)
- Luboměř u Potštátu (vyčleněno k 5. květnu 2014[29] z dosavadního k. ú. Čermná u Města Libavá)
- Město Libavá I (vyčleněno k 2. květnu 2014[29] z dosavadního k. ú. Rudoltovice)
- Město Libavá II (vyčleněno k 2. červnu 2014[29] z dosavadního k. ú. Město Libavá)
- Mrsklesy na Moravě I (vyčleněno k 2. květnu 2014[29] z dosavadního k. ú. Velká Střelná)
- Nové Oldřůvky I (vyčleněno k 2. květnu 2014[29] z dosavadního k. ú. Rudoltovice)
- Předměstí u Města Libavá (vyčleněno k 2. červnu 2014[29] z dosavadního k. ú. Město Libavá)
- Varhošť u Města Libavá (vzniklo k 5. květnu 2014[29] rozdělením dosavadního k. ú. Slavkov u Města Libavá)

Vznikem k. ú. Kozlov u Velkého Újezdu a k. ú. Varhošť u Města Libavá zároveň zaniklo k. ú. Slavkov u Města Libavá.
Po optimalizaci území se od 1. ledna 2016 se území vojenského újezdu skládá z těchto katastrálních území:
- Čermná u Města Libavá
- Dřemovice u Města Libavá
- Předměstí u Města Libavá
- Rudoltovice
- Varhošť u Města Libavá
- Velká Střelná

#### Místní části
K roku 2015 se vojenský újezd dělil na tyto místní části:
1. Heroltovice
2. Kozlov
3. Luboměř pod Strážnou
4. Město Libavá
5. Slavkov

#### Základní sídelní jednotky
Na území vojenského újezdu se před optimalizací z roku 2016 nacházely tyto základní sídelní jednotky:
1. Čermná
2. Heroltovice
3. Kozlov
4. Luboměř pod Strážnou
5. Město Libavá
6. Rudoltovice
7. Slavkov
8. Velká Střelná

### Zmenšení území optimalizací v roce 2016
Zákonem č. 15/2015 Sb., o hranicích vojenských újezdů došlo k 1. lednu 2016 ke zmenšení území vojenského újezdu Libavá o asi 15 % na 23 549 hektarů.
Z vojenského újezdu se vyčlenily nové obce:
1. nová obec Město Libavá s 541 obyvateli, z katastrálních území Město Libavá, Město Libavá I a Město Libavá II
2. nová obec Kozlov s 311 obyvateli, z katastrálních území Kozlov u Velkého Újezdu a Kozlov u Velkého Újezdu I
3. nová obec Luboměř pod Strážnou se 120 obyvateli, z katastrálního území Luboměř u Potštátu

Okrajová území újezdu byla přičleněna k obcím s újezdem sousedícím:
1. k obci Domašov nad Bystřicí, katastrální území Domašov nad Bystřicí I
2. k obci Vítkov, katastrální území Hadinka (zároveň přešlo z Olomouckého do Moravskoslezského kraje)
3. k obci Hlubočky, katastrální území Hlubočky I, Hlubočky II, Hlubočky III a Hlubočky IV
4. k obci Jívová, katastrální území Jívová I
5. k obci Mrsklesy, katastrální území Mrsklesy na Moravě I
6. k obci Budišov nad Budišovkou, katastrální území Nové Oldřůvky I (zároveň přešlo z Olomouckého do Moravskoslezského kraje)

Zbytek území vojenského újezdu i nadále spravuje újezdní úřad ve Městě Libavá.

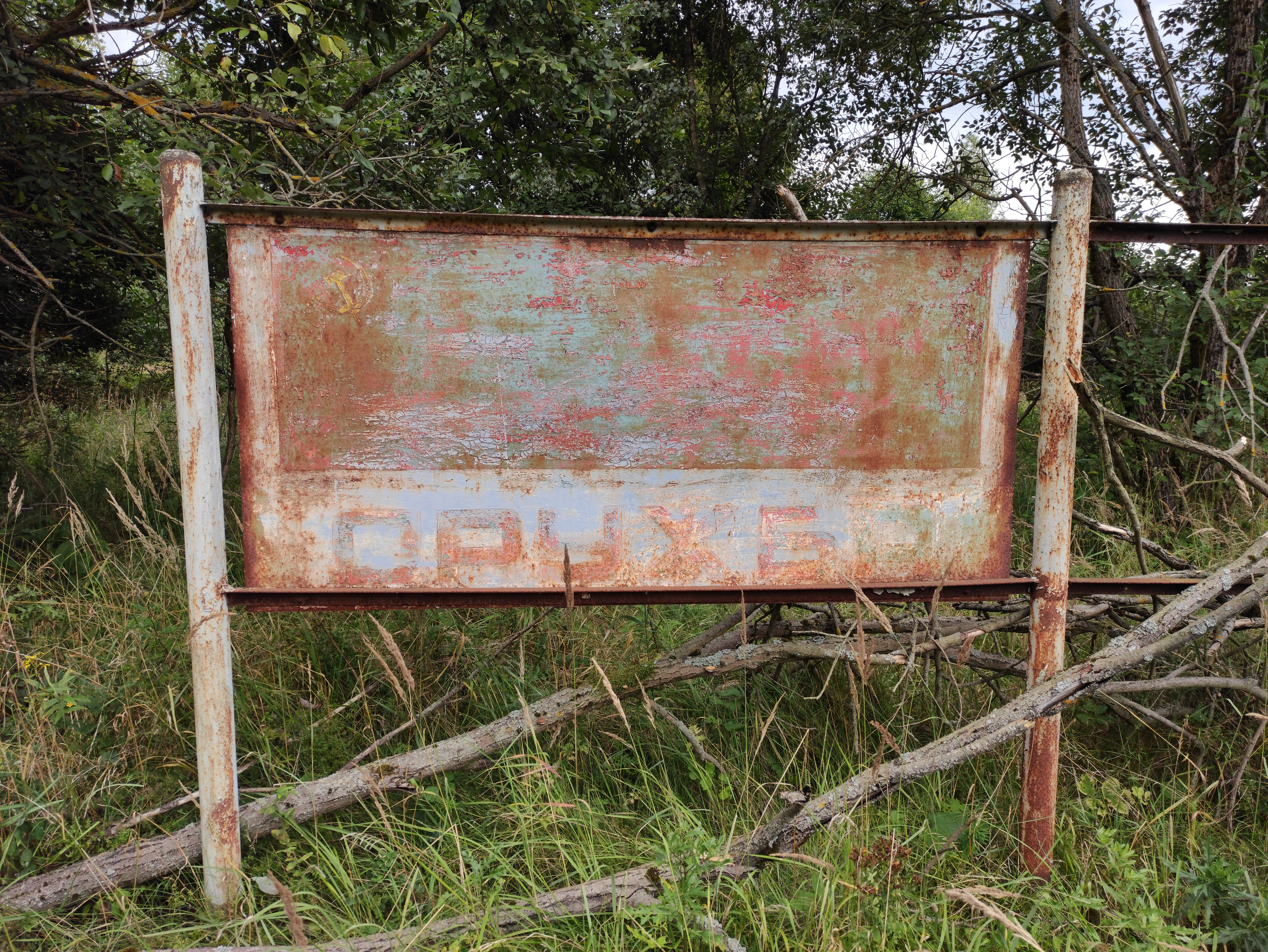
Pozůstatky po sovětských vojácích – tabule u cesty z Velké Střelné do Smilova s ruským nápisem дружба (česky „přátelství“)

## Přístupnost

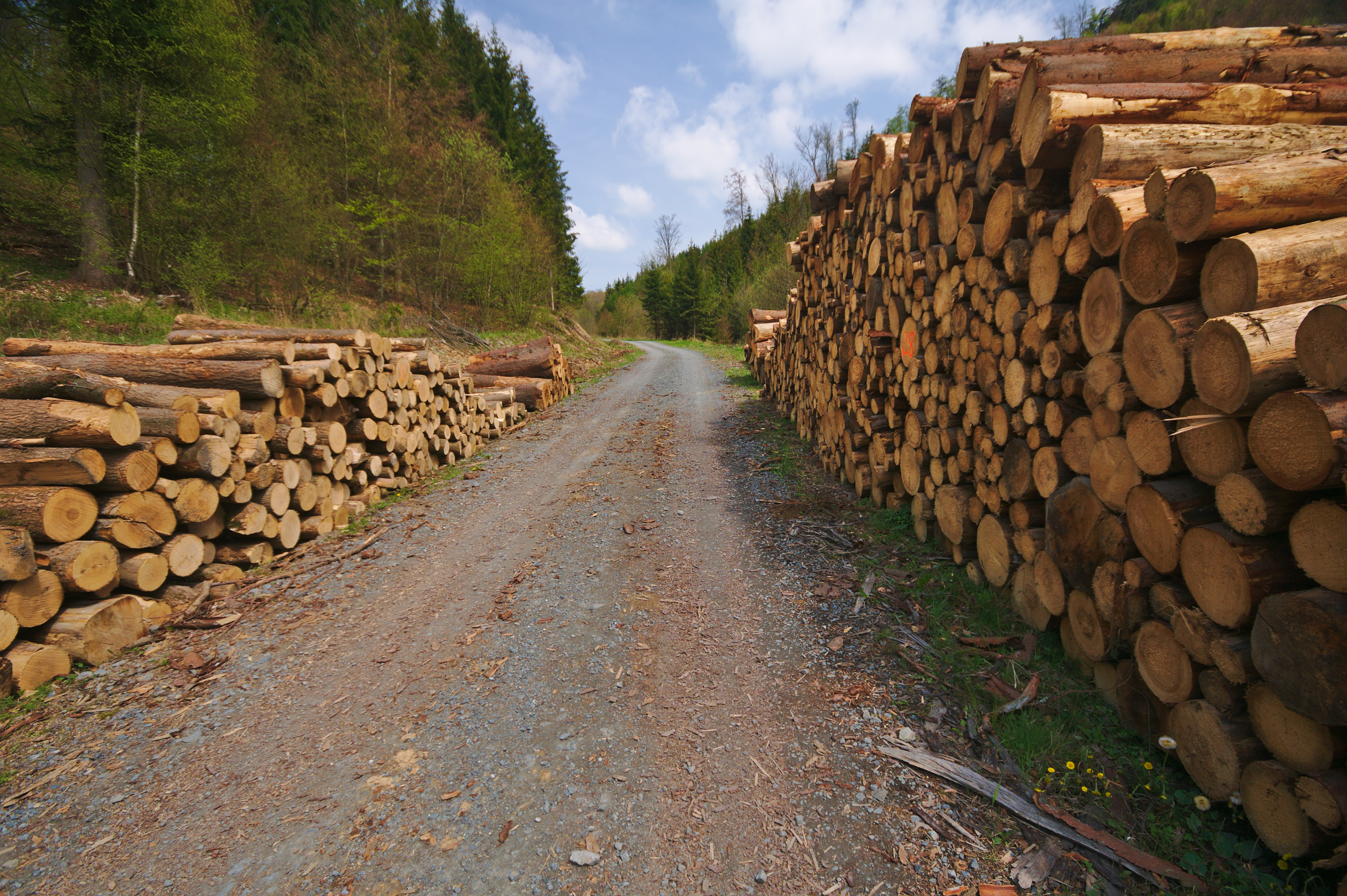
Těžba dřeva ve vojenském újezdu

Od vzniku až do roku 1991 byl vojenský prostor pro veřejnost zcela uzavřen. V roce 1991 přednosta újezdního úřadu rozhodnutím zpřístupnil intravilány sídelních útvarů civilistům bez omezení.
Každoročně od roku 1992 se vojenský prostor vždy 1. května otevírá pěším a cyklistům v rámci turistické akce Bílý kámen.
V roce 2002 vydal přednosta újezdního úřadu výnos o zpřístupnění vybraných prostor, komunikací a turistických stezek. Ten byl v následujících letech nahrazován novými výnosy.

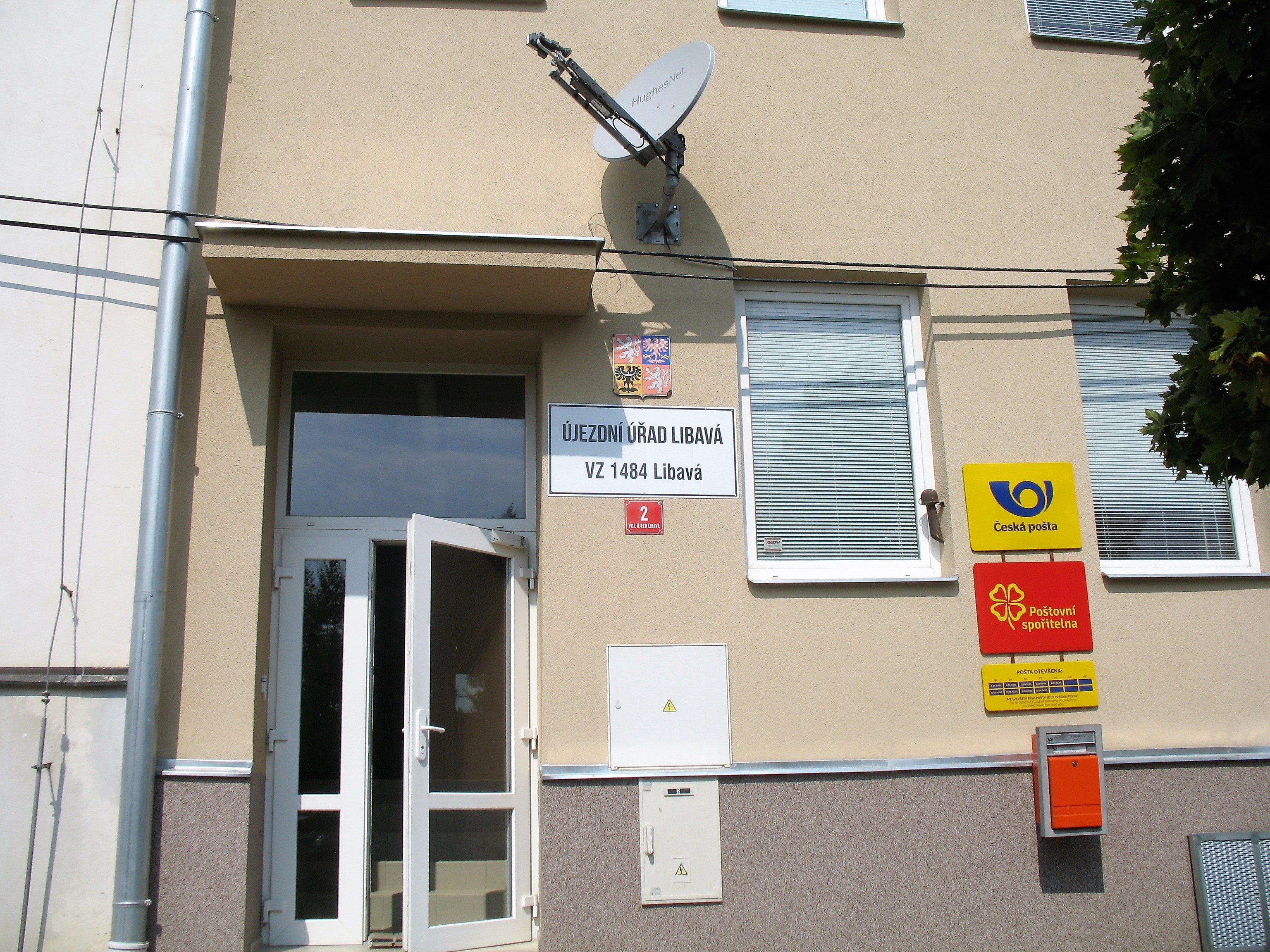
Sídlo Újezdního úřadu Libavá na náměstí ve Městě Libavá

Výnosem bylo zpřístupněno 75 km² ploch a 27 km turistických stezek a cyklostezek, vojenský újezd jednal s Klubem českých turistů o vyznačení dalších a Vojenské lesy a statky chystaly výstavbu přístřešků, laviček, informačních tabulí a odpadkových košů.
Již před optimalizací z roku 2016 byly na základě výnosu újezdního úřadu trvalé přístupné sídelní útvary Město Libavá, Heroltovice, Kozlov, Luboměř pod Strážnou a Slavkov, a rovněž plocha kolem sakrálních objektů ve Staré Vodě, tedy kostel sv. Anny a sv. Jakuba Většího a kaple svaté Anny s Královskou studánkou včetně přístupových cest a okolí do 50 metrů (podle výnosů z let 2007 a 2009 to bylo do vzdálenosti 100 metrů). Trvale přístupné byly dále také silnice vedoucí do Města Libavá, Kozlova, Slavkova a Luboměře pod Strážnou.
Některé oblasti byly postupně zpřístupněny veřejnosti o sobotách, nedělích a svátcích. Sektory jsou ve výnosech přednosty újezdního úřadu označeny písmeny velké abecedy:
- A: severní část, severně od sídelních útvarů Heroltovice, Město Libavá a Stará Voda
- B: jižní část, západně od sídelního útvaru Slavkov a jižně od sídelního útvaru Kozlov
- C: jižní část, východně od sídelního útvaru Slavkov
- D: východní část, těsné okolí sídelního útvaru Luboměř pod Strážnou
- E: západní část, cíp vojenského újezdu v sousedství vesnice Mariánské Údolí
- F: západní část, pás území podél vesnic Hlubočky a Hrubá Voda
- Pramen řeky Odry: 1 km severozápadně od Kozlova, jen pěšky nebo na kole
- Školicí zařízení objekt Hadinka: jen se souhlasem provozovatele
- Výcvikové a školicí zařízení velitelství společných sil AČR Magdalénský mlýn: jen se souhlasem provozovatele
- Sakrální objekty ve Staré Vodě a okolí do vzdálenosti 50 metrů (ty jsou uvedeny jak mezi trvale zpřístupněnými místy, tak mezi místy s časovým omezením přístupnosti)
- Některé z přístupných tras pro pěší turisty a cykloturisty přesahují přes hranice přístupných sektorů

Okrajové prostory vojenského újezdu, cyklotrasy a turistické stezky, které byly zpřístupněny veřejnosti, jsou určeny pouze k pěší turistice, cykloturistice a ke sběru lesních plodů o sobotách, nedělích a státem uznaných svátcích.
Zejména pro obyvatele újezdu a okolních obcí se v odůvodněných případech vydávají též povolení ke vstupu do dalších částí újezdu. Na některá místa je kromě povolení újezdního úřadu třeba též povolení náčelníka SOVZ nebo ředitele divize Vojenských lesů a statků ČR. Pro občany s trvalým bydlištěm na území vojenského újezdu neplatí časová omezení vstupu a vjezdu a mohou vjíždět i na režimové páteřní komunikace bez povolení, na kole a motocyklu mohou od roku 2010 jezdit po všech účelových komunikacích vojenského újezdu. Děti do 15 let nemusí být od roku 2010 uvedeny na povolení, ale musí být vždy v doprovodu dospělé osoby.
Parkovat lze v intravilánech sídelních útvarů, mimo ně jsou vyhrazena 4 parkoviště ve veřejně přístupných částech újezdu a 5 parkovišť v režimové části újezdu.
Na celém území újezdu platí trvalý zákaz volného rozdělávání ohně, kouření v lese, zákaz pobytu od setmění do svítání a zákaz táboření a stanování. O výjimky lze žádat přednostu újezdního úřadu nebo divizi Vojenských lesů a statků. Od 1. září do 31. října od 16 do 8 hodin platí omezení pohybu kvůli lovné sezoně. Cykloturistika je zakázána mimo vyjmenované cyklotrasy (t. j. i na většině z trvale přístupných silnic).
Rozsah přístupnosti od 30. dubna 2009 do konce října 2010 byl přibližně shodný. Ve výnosu z roku 2007 nebyl uveden sektor E. Předchozí výnos byl vydán v roce 2002.